# Гоголь-Яновский, Афанасий Демьянович
Афана́сий (Опана́с) Демья́нович Го́голь-Яно́вский (при рождении Яно́вский; 1738, Кононовка, Полтавская губерния — 1805, Яновщина, Полтавская губерния) — чиновник, секунд-майор (1794—1798). Родоначальник малороссийского дворянского рода Гоголей-Яновских, отец Василия Гоголя-Яновского, дед Николая Гоголя.

## Биография

### Происхождение фамилии
В 1902 году в «Полтавских губернских ведомостях» вышла статья о предках писателя, где было указано, что род Гоголей-Яновских ведет своё начало от Ивана Яковлевича, выходца из Польши, который в 1695 году был назначен к Троицкой церкви города Лубен викарным священником.

### Юность
Афанасий Демьянович Гоголь-Яновский родился в 1738 году в селе Кононовка Лубенского уезда Полтавской губернии (ныне Лубенский район, Полтавская область Украины) в семье священника приходской Успенской церкви Демьяна Ивановича Яновского (1708—1794). Он окончил семинарию, а затем по примеру своего отца и деда Ивана (Яна) Яковлевича оканчивает Киевскую духовную академию, однако место священника Успенской церкви после отца наследовал брат Афанасия Кирилл Демьянович, а сам Афанасий предпочитает духовной стезе светскую службу. В 1757 году он начал служить писарем в миргородском полку и в 1758 году продолжил службу уже в генеральной войсковой канцелярии гетмана малороссийского, где вскоре добился представления в войсковые хорунжие. Афанасий Демьянович слыл весьма образованным человеком. Помимо русского он хорошо знал латынь, греческий, немецкий и польский языки. Видимо, это обстоятельство помогло ему получить место учителя дочери бунчуковского товарища Семёна Лизогуба Татьяны Лизогуб (1743—1835). Она происходила из знатных казацких родов времен гетманщины: наказного гетмана Михаила Дорошенко и правобережного гетмана Петра Дорошенко, а также наказного гетмана Якова Лизогуба и левобережного гетмана Ивана Скоропадского.

### Женитьба
Молодых людей связывает любовь, но большая разница в социальном положении мешает Афанасию получить согласие родителей Татьяны на брак: кроме того, что она приходилась внучкой полковнику Василию Танскому, она ещё была правнучкой гетмана войска Запорожского Ивана Скоропадского, в то время как Афанасий — всего лишь сын приходского священника. Но будучи человеком энергичным и предприимчивым, он решается увезти свою избранницу из родительского дома и тайно обвенчаться с нею в 1764 году. Долгое время они не имеют детей, пока в 1777 году у них не рождается первый и единственный сын Василий. За многолетнюю службу 7 августа 1781 года Афанасий Демьянович награждается чином бунчукового товарища. Породнившись с богатым землевладельцем, Афанасий Демьянович получает в виде приданого хутор Купчин, где по данным переписи 1782 года числилось 268 крестьян обоего пола, и некоторые другие угодья. Хутор становится родовым имением Яновских и впоследствии меняет названия: Яновщина, Васильевка.

### Дворянство
В целом насыщенная событиями жизнь Афанасия Демьяновича внешне складывалась благополучно. Но он мечтал ещё больше укрепить своё общественное положение и получить дворянский титул, что ему удаётся выполнить не сразу. Сведения о легендарном гетмане Остапе Гоголе то ли искусно вплетённые А. Д. Яновским в свою родословную, то ли действительные, но за давностью лет ставшие непроверяемыми, помогли ему в достижении желаемого результата. Возможно и сам Лизогуб подал зятю мысль о польском происхождении. Во всяком случае, в 1788 году А. Д. Яновский написал: 

«Предки мои фамилией Гоголи, польской нации; прапрадед Андрей Гоголь был полковником могилевским, прадед Прокоп и дед Ян Гоголи были польские шляхтичи; из них дед по умертвии отца его Прокопа, оставя в Польше свои имения, вышел в российскую сторону и, оселясь уезда Лубенского в селе Кононовке, считался шляхтичем; отец мой Демьян, достигши училищ киевской академии (где и название по отцу его, Яну, принял Яновского), принял сан священнический и рукоположён до прихода в том же селе Кононовке».

 Как видно, некоторые сведения потребовали соответствующей перепроверки, — по крайней мере в этом показании бесспорным является лишь свидетельство об его отце Демьяне, — потому что «по недостаточности представленных доказательств» род Афанасия Демьяновича первоначально был записан лишь в III часть родословной книги Полтавской губернии. В конце концов, его старания увенчались полным успехом, и 15 октября 1792 года Афанасий Демьянович получает дворянскую грамоту следующего содержания: «Рассмотрев предъявленные от Гоголя-Яновского о дворянском его достоинстве доказательства, признали оные согласными с предписанными на то правилами, вследствие коих он и род внесен в дворянскую родословную Киевской губернии книгу, в шестую её часть». Отныне Афанасий Демьянович становится дворянином Гоголем-Яновским.

### Последние годы
Став основателем дворянского рода, Афанасий Демьянович, успешно продолжает свою служебную карьеру: с 1794 по 1798 год он уже секунд-майор, после чего выходит в отставку. Последние годы его жизни связаны большей частью с семейными заботами, попытками устроить сына на военную службу или определить на учёбу в Санкт-Петербург при содействии Д. П. Трощинского, которые, впрочем, ни к чему не приводят. Умер в имении Яновщина Миргородского уезда Полтавской губернии (ныне Гоголево Шишацкий район, Полтавская область Украины) в 1805 году, по-видимому, до женитьбы своего сына на Марии Ивановне Косяровской.

## Полемика вокруг дворянского происхождения
Споры вокруг происхождения Гоголей-Яновских начались вскоре после смерти великого писателя. Сомнения биографов в показаниях Афанасия Демьяновича были вызваны упоминанием могилёвского полковника Андрея Гоголя, в то время как в летописях упоминался лишь Евстафий (Остап) Гоголь. В 1856 году вышла первая биография Гоголя, написанная П. А. Кулишом, где в числе предков писателя указан Остап Гоголь. Это мнение тут же оспорил М. А. Максимович: «Господин Кулиш от себя даёт в предки нашему поэту известного полковника и гетмана Евстафия Гоголя. Такая замена одного лица другим показывает своевольное обхождение с историческим актом. Дед поэта, Афанасий Демьянович, конечно, лучше г. Кулиша знал своего деда Андрея Гоголя и не отказался бы от него ни для какого софамильца». Следующее затруднение было вызвано тем, что Ян был назван шляхтичем и сыном Прокофия, в то время как Ян по историческим актам значился сыном некоего Якова, а о его священничестве А. Д. Яновский не упомянул совсем. На это противоречие обратил внимание в 1902 году историк А. М. Лазаревский.
В сохранившихся материалах А. Д. Гоголя-Яновского фигурирует грамота 1674 года короля Яна-Казимира на село Ольховец: 

«За приверженность к нам и к Речи Посполитой благородного Гоголя, нашего могилевского полковника, которую он проявил в нынешнее время, перешедши на нашу сторону, присягнув нам в послушании и передавший Речи Посполитой могилевскую крепость, поощряя его на услуги, жалуем нашу деревню, именуемую Ольховец, как ему самому, так и теперешней супруге его; по смерти же их сын их, благородный Прокоп Гоголь, также будет пользоваться пожизненным правом».

Здесь затруднение вызвало то, что привилегию на владение деревней Ольховец Андрей Гоголь получил в 1674 году от польского короля Яна-Казимира, отрёкшегося от престола в 1668 году и умершего в 1672 году. На это недоразумение обратил внимание ещё Пантелеймон Кулиш в 1856 году. В советское время, обобщив и сопоставив все эти данные, В. В. Вересаев приходит к выводу о том, что документы о своём происхождении от Остапа Гоголя могли быть сфабрикованы А. Д. Яновским. Доказательством этому служит то, что потомство брата Афанасия Демьяновича Кирилла Демьяновича осталось по-прежнему Яновскими. Современный исследователь биографии Гоголя Виктор Батурин также пишет: «Как выявилось в ходе расследования, копия королевской грамоты, представленной дедом Гоголя Киевскому депутатскому собранию, была фальшивой. В „Пропавшей грамоте“ Гоголь высмеял хитрости своего деда, которому все-таки удалось сбить с толку не только комиссию поветовых дворянских депутатов, но и всех будущих биографов писателя. Но своего проницательного внука ему обмануть не удалось». Но, в отличие от Вересаева, Батурин не подвергает сомнению происхождение Гоголей-Яновских от Остапа Гоголя, по его предположению, виновник изменения фамилии отец Афанасия — Демьян, причина фальсификации королевской грамоты дедом Гоголя кроется в сокрытии малороссийских корней Яновских, а не в отсутствии подлинного родства с Остапом Гоголем. Такое мнение ничего не объясняет в противоречиях с историческими именами предков Гоголя, о которых говорилось выше. Но и версия В. Вересаева также не исчерпывает сути вопроса: несмотря на то, что недворянское потомство родного брата Кирилла Демьяновича оставалось священниками Яновскими, дальняя семейная ветвь, идущая от Фёдора Яковлевича (брата Яна Яковлевича) также получила права дворянства в лице подполковника Василия Ивановича Гоголя-Яновского (двоюродного брата Афанасия Демьяновича) и его потомства.

## А. Д. Гоголь-Яновский и творчество Гоголя
Различные факты биографии Афанасия Демьяновича, известные Гоголю со слов своей бабушки, по-разному отразились в творчестве писателя. Так история любви Афанасия Демьяновича Яновского и Татьяны Семёновны Лизогуб нашла отражение в отношениях героев повести «Старосветские помещики» Афанасия Ивановича и Пульхерии Ивановны Товстогуб. Мотив похищения губернаторской дочки Чичиковым обыгрывается также в финале первой части «Мёртвых душ».